# Behind the Sun (Red Hot Chili Peppers)
Behind the Sun è una canzone dei Red Hot Chili Peppers. Fa parte del loro terzo album in studio, The Uplift Mofo Party Plan del 1987, anche se è stata pubblicata come singolo nel 1992 per promuovere la loro raccolta What Hits!?. La canzone si è posizionata al 7º posto nella classifica statunitense Alternative Airplay e al 37º in quella australiana della ARIA Charts.

## Descrizione
In origine doveva essere pubblicata come singolo nel 1987, ma la EMI si rifiutò di pubblicarla in quanto giudicata con un andamento troppo melodico e lontana dallo stile funk della band. Il singolo non venne pubblicato fino al 1992, quando venne incluso nella raccolta What Hits!? in seguito al grande successo avuto dalla band con l'album Blood Sugar Sex Magik. Nella canzone Hillel Slovak suonava anche il sitar.
Nonostante la volontà dei Red Hot di farne un singolo, Behind the Sun non verrà mai suonata dal vivo, eccetto come intro per Give It Away durante il tour di One Hot Minute (1995-1996). Nel 2012 la band ne fece un tease prima di Under the Bridge durante un concerto a Tel Aviv, probabilmente per omaggiare Hillel Slovak, nato in Israele. Nel 1987 la band fece una performance in versione lip dub di Behind the Sun e Fight Like a Brave alla United Cerebral Palsy Telethon.
Nel marzo 2012 la trasmissione statunitense The Weather Channel ha utilizzato una demo della versione strumentale della canzone come colonna sonora del proprio programma.

## Video musicale
Il video venne pubblicato il 9 novembre 1992 e trasmesso frequentemente su MTV; mostra la band in vari segmenti durante le riprese del video per il singolo Higher Ground nel 1989. Nel videoclip compaiono anche il chitarrista John Frusciante e il batterista Chad Smith, nonostante non fossero presenti nel gruppo all'epoca in cui la canzone venne registrata.

## Tracce
CD – parte 1
1. "Behind the Sun (Album)"
2. "Higher Ground (Pearly 12" Mix)"
3. "If You Want Me to Stay (Pink Mustang Mix)"
4. "Knock Me Down (Album)"

CD – parte 2
1. "Behind the Sun (Single Version)"
2. "Behind the Sun (Long Version)"

12"
1. "Behind the Sun (Album)"
2. "Special Secret Song Inside (Album)"

7"
1. "Behind the Sun (Album)"
2. "Fire (Album)"